# Aleksandr Pietrow (1925–1972)
Aleksandr Trofimowicz Pietrow, ros. Александр Трофимович Петров (ur. 27 września 1925 w Leningradzie, zm. w 1972 w Moskwie) – rosyjski piłkarz, grający na pozycji pomocnika, reprezentant ZSRR, olimpijczyk.

## Kariera piłkarska

### Kariera klubowa
Wychowanek drużyny zakładu Bolszewik w Leningradzie. W 1946 rozpoczął karierę piłkarską w nowo utworzonej drużynie Krylja Sowietow Omsk, który w następnym sezonie zmienił nazwę na drużynę zakładu im. Baranowa. W 1949 został powołany do wojska, gdzie bronił barw klubu Domu Oficerów w Nowosybirsku. W 1950 został służbowo przeniesiony do Moskwy, gdzie został piłkarzem CDSA Moskwa i grał do jego rozformowania w 1952. W 1953 występował w drużynie rezerwowej Dinama Moskwa. Po sezonie powrócił do odrodzonym CDSA Moskwa, w którym zakończył karierę piłkarską w 1957 roku.

### Kariera reprezentacyjna
11 maja 1952 zadebiutował w reprezentacji Związku Radzieckiego w spotkaniu nieoficjalnym z Polską, przegranym 0:1. 15 lipca 1952 zadebiutował w oficjalnym wygranym 2:1 meczu z Bułgarią. W jej składzie uczestniczył w igrzyskach olimpijskich w Helsinkach w 1952 (drużyna radziecka odpadła w ⅛ finału).
Zmarł w 1972 w Moskwie.

## Sukcesy i odznaczenia

### Sukcesy klubowe
- mistrz ZSRR: 1950, 1951
- brązowy medalista mistrzostw ZSRR: 1955, 1956
- zdobywca Pucharu ZSRR: 1951, 1955

### Sukcesy reprezentacyjne
- uczestnik Igrzysk Olimpijskich: 1952

### Sukcesy indywidualne
- wybrany do listy 33 najlepszych piłkarzy ZSRR: Nr 1 (1951), Nr 2 (1950, 1955, 1956), Nr 3 (1957)

### Odznaczenia
- tytuł Mistrza Sportu ZSRR
- Medal „Za ofiarną pracę w Wielkiej Wojnie Ojczyźnianej 1941–1945”